# Parti démocratique jordanien de la gauche
Le Parti démocratique jordanien de la gauche est un parti politique jordanien, membre observateur de l'Internationale socialiste.